# Acanthoctenus mammifer
Acanthoctenus mammifer är en spindelart som beskrevs av Cândido Firmino de Mello-Leitão 1939. 
Acanthoctenus mammifer ingår i släktet Acanthoctenus och familjen Ctenidae. Inga underarter finns listade i Catalogue of Life.